# Władysław Szuszkiewicz
Władysław Szuszkiewicz (ur. 12 listopada 1938 w Wilnie, zm. 14 listopada 2007 w Szczecinie) – polski kajakarz, brązowy medalista olimpijski z Monachium
Reprezentował barwy klubów szczecińskich: Unii, Orła i Wiskordu oraz Zawiszy Bydgoszcz (w czasie służby wojskowej). Wielokrotnie był mistrzem Polski i uczestnikiem finałów MŚ. Startował w wielu konkurencjach, od jedynek po czwórki.
Trzykrotnie startował w letnich igrzyskach olimpijskich. W Tokio (1964) odpadł w półfinale konkurencji jedynek (K-1) na 1000 m. W Meksyku (1968) w jedynkach (K-1) zajął czwarte miejsce na tym dystansie. Największy sukces odniósł na Igrzyskach Olimpijskich w 1972, kiedy to w parze z Rafałem Piszczem zdobył brązowy medal w dwójkach (K-2) na dystansie 1000 m, startując pod kierunkiem trenera Andrzeja Niedzielskiego.
W 1972 został odznaczony Złotym Krzyżem Zasługi.
Był mężem Izabelli Antonowicz, także kajakarki i olimpijki. Został pochowany na cmentarzu Centralnym w Szczecinie